# Модри Камењ
Модри Камењ (слч. Modrý Kameň, мађ. Kékkő) град је у Словачкој, који се налази у оквиру Банскобистричког краја, где је у саставу округа Вељки Кртиш.

## Географија
Модри Камењ је смештен у јужном делу државе. Главни град државе, Братислава, налази се 210 километара западно од града.
Рељеф: Модри Камењ се развио у долини реке Кртиш, у области Крупинске планине. Град је положен на приближно 240 метара надморске висине.
Клима: Клима у Модром Камењу је умерено континентална.
Воде: Кроз Модри Камењ протиче река Кртиш горњим делом свог тока. У граду се у њу улива речица Ријечка.

## Историја
Људска насеља на овом простору везују се још за време праисторије. Први помен града је из 1290. године, када је ту подигнут замак. Замак је порушен током османског освајања северне Паноније крајем 16. века, па су од њега остале само зидине.
Крајем 1918. Модри Камењ је постао део новоосноване Чехословачке. У време комунизма град се није значајно развијао, а градска права добио је 1969. године. После осамостаљења Словачке град је постао њено општинско средиште, али је дошло до привредних тешкоћа у време транзиције.

## Становништво
| Година:    | 1994. | 2004.   | 2014.    | 2024.   |
| ---------- | ----- | ------- | -------- | ------- |
| Број људи: | 1437  | 1459    | 1615     | 1630    |
| Разлика:   |       | +1,53 % | +10,69 % | +0,92 % |

| Година:    | 2023. | 2024.   |
| ---------- | ----- | ------- |
| Број људи: | 1659  | 1630    |
| Разлика:   |       | -1,74 % |

Данас Модри Камењ има нешто више од 1.500 становника и последњих година број становника полако расте.
Етнички састав: По попису из 2001. састав је следећи:
- Словаци - 92,8%,
- Роми - 2,8%,
- Мађари - 2,0%,
- остали.

Верски састав: По попису из 2001. састав је следећи:
- римокатолици - 79,2%,
- атеисти - 8,4%,
- лутерани - 7,6%,
- остали.

## Партнерски градови
- Bercel

## Галерија
- Замак Модри Камењ
- Приказ замка пре рушења